# 征矢千鶴
征矢 千鶴（そや ちづる、1975年7月15日 - ）は、日本の女優、タレント。ソーマオフィスに所属していた。
ピンク・レディーXとしても活動していた。

## 主な出演作品

### CM
- 東亞合成 ボンドアロンアルフア　（1997年）
- 三菱電機「携帯電話」（1997年）

### 舞台
- ミュージカル『美少女戦士セーラームーン』　（1995年3月 - 1996年1月、サンシャイン劇場 他） - 愛野美奈子／セーラーヴィーナス 役   ※2代目